# Cursed : La Rebelle
Pour les articles homonymes, voir Cursed.
Cursed : La Rebelle (Cursed) est une série télévisée fantastique américaine en dix épisodes d'environ 55 minutes, basée sur l'ouvrage du même nom de Frank Miller et Tom Wheeler, mise en ligne le 17 juillet 2020 sur la plateforme de vidéo à la demande Netflix.

## Synopsis
Cursed : La Rebelle est une relecture de la légende arthurienne,, racontée à travers les yeux de Nimue, une jeune héroïne au don mystérieux qui est destinée à devenir la puissante (et tragique) Dame du Lac.
Après la mort de sa mère, elle trouve un partenaire inattendu en Arthur, un jeune mercenaire, dans une quête pour trouver Merlin et délivrer Excalibur, une épée ancienne. 
Au cours de son voyage, Nimue deviendra un symbole de courage et de rébellion contre les terrifiants Paladins rouges et leurs complices, dont le roi Uther Pendragon.

## Distribution

### Acteurs principaux
- Katherine Langford (VF : Florine Orphelin) : Nimue
  - Florence Hunt : Nimue à 10 ans.
- Devon Terrell (en) (VF : Eilias Changuel) : Arthur
- Gustaf Skarsgård (VF : Olivier Augrond) : Merlin
- Daniel Sharman (VF : Julien Allouf) : Le Moine Larmoyant / Lancelot
- Sebastian Armesto (VF : Marc Arnaud) : Uther Pendragon
- Lily Newmark (VF : Diane Kristanek) : Pym
- Peter Mullan (VF : Philippe Catoire) : Père Carden
- Shalom Brune-Franklin (VF : Youna Noiret) : Ygraine / Morgane
- Bella Dayne : Lance Rouge / Guenièvre
- Matt Stokoe (en) (VF : Gilduin Tissier) : Chevalier Vert / Gauvain

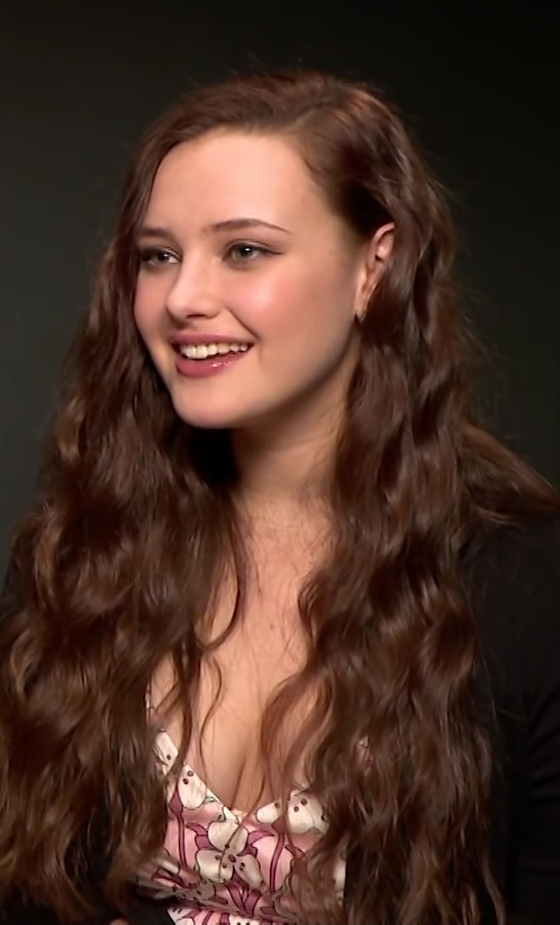
Katherine Langford incarne Nimue
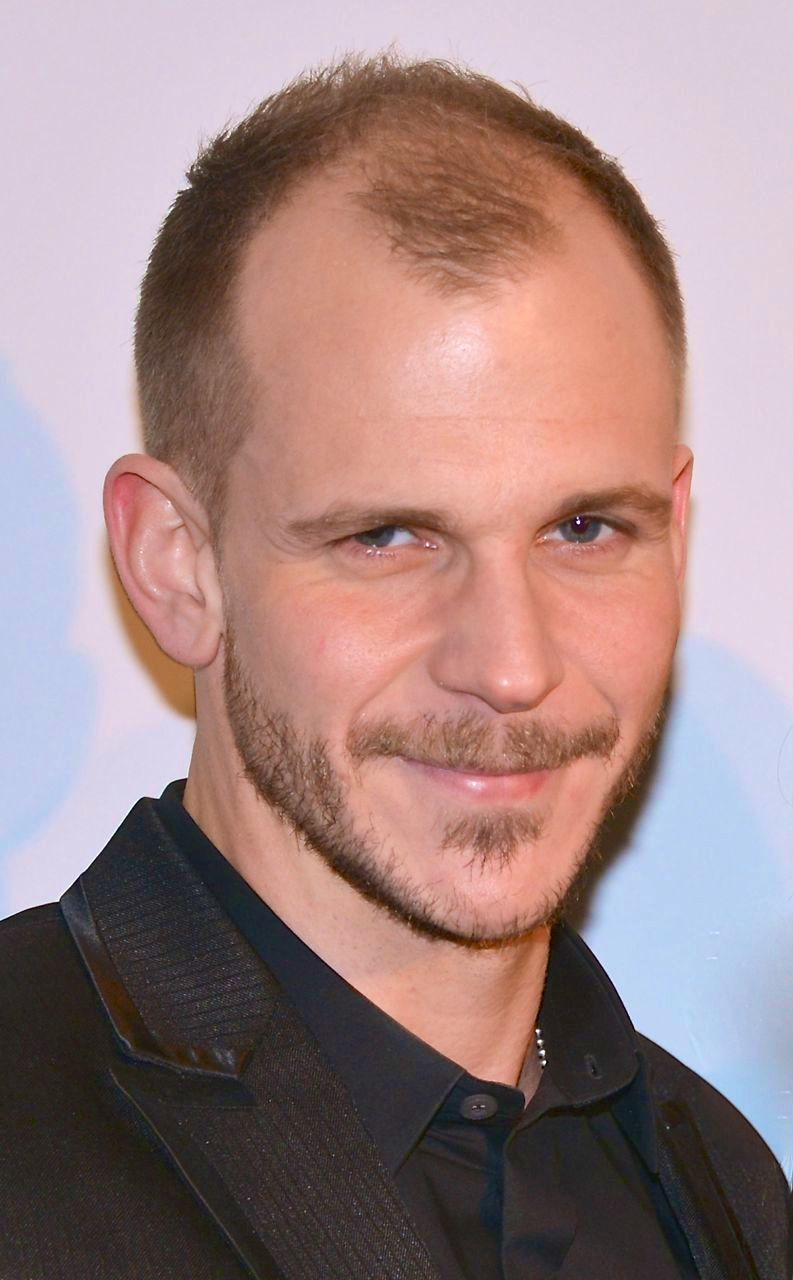
Gustaf Skarsgård incarne Merlin
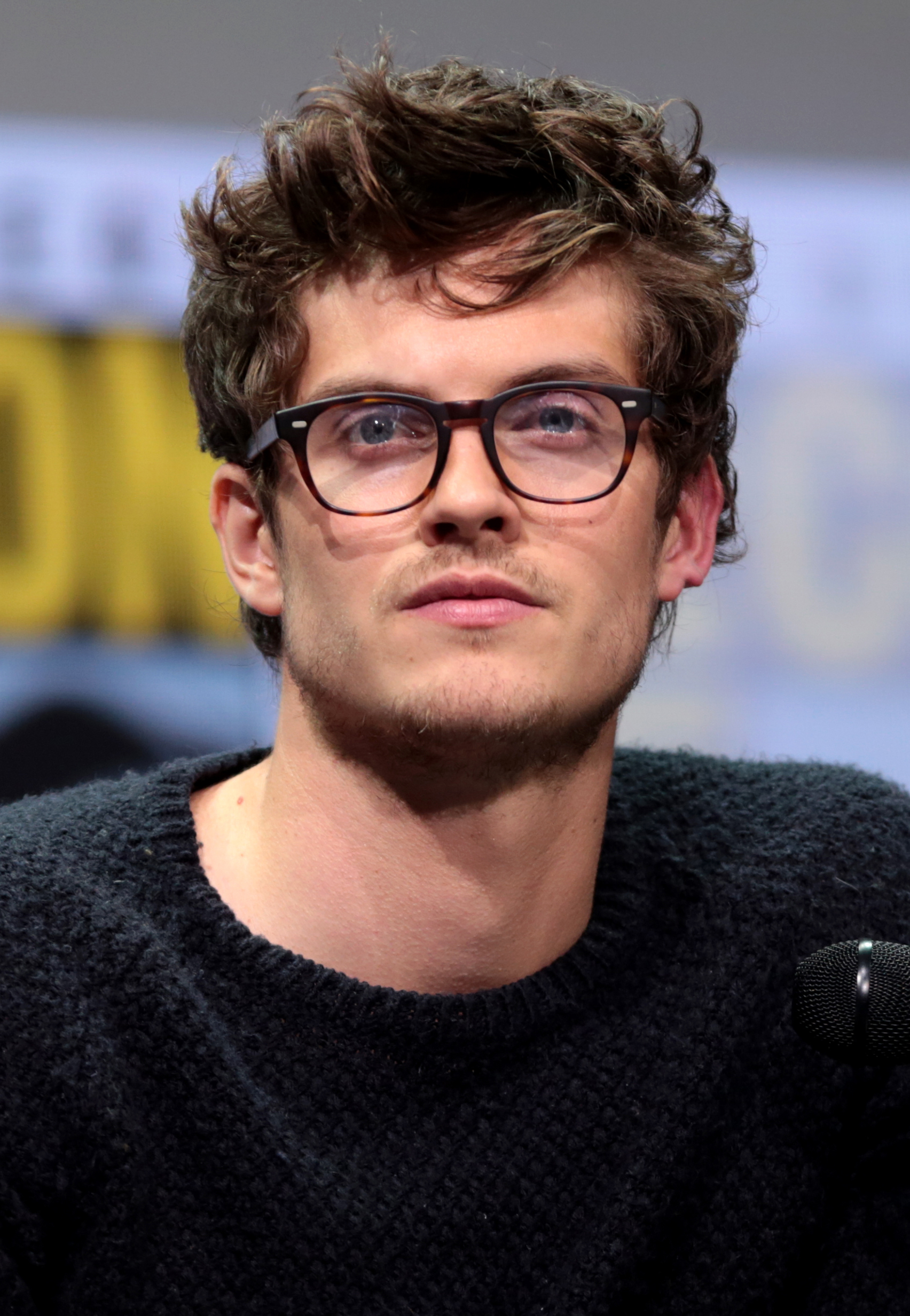
Daniel Sharman incarne le Moine Larmoyant / Lancelot
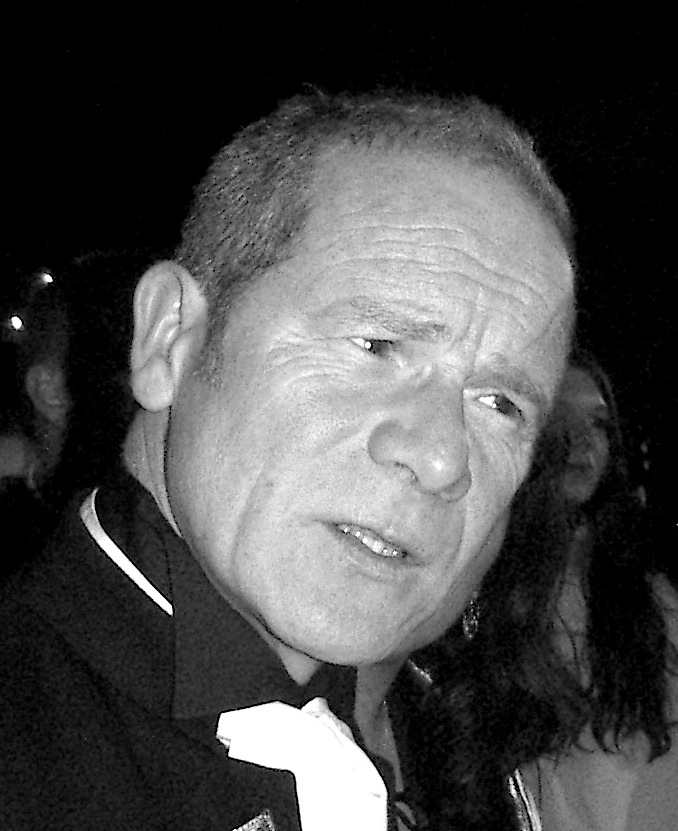
Peter Mullan incarne le Père Carden

### Acteurs récurrents
- Emily Coates : Sœur Iris
- Polly Walker (VF : Juliette Degenne) : Lady Lunete
- Billy Jenkins (VF : Clara Soares) : Écureuil / Perceval
- Adaku Ononogbo : Kaze
- Catherine Walker (VF : Josy Bernard) : Lenore
- Jóhannes Haukur Jóhannesson : Cumber
- Sofia Oxenham : Eydis
- Clive Russell : Wroth
- Sophie Harkness (VF : Zina Khakhoulia) : Sœur Celia
- Aidan Knigh : Cups
- Andrew Whipp (en) (VF : Christophe Desmottes) : Jonah

 Source et légende : version française (VF) sur RS Doublage

## Production
Le 9 juillet 2021, après plusieurs mois d'attente, Netflix annule la série.

## Épisodes
1. Nimue (Nimue)
2. Maudite (Cursed)
3. Seule (Alone)
4. Le Lac rouge (The Red Lake)
5. L'Union (The Joining)
6. Festa et Moreii (Festa and Moreii)
7. Apporte une bonne bière (Bring Us In Good Ale)
8. La Reine des Faë (The Fey Queen)
9. Poisons (Poisons)
10. Le Sacrifice (The Sacrifice)

## Accueil
Nellie Andreeva définit la série comme « une histoire de passage à l'âge adulte, dont les thèmes sont familiers à notre époque : l'effacement du monde naturel, la terreur religieuse, la guerre insensée, et la recherche du courage ».